# Listă de filme de aventură înainte de 1920
Aceasta este o listă de filme de aventură înainte de 1920:
| 1911                             |                                                          |                                                          |                                                                |                                                          |
| L'Inferno                        | Francesco Bertolini, Adolfo Padovan, Giuseppe de Liguoro | Salvatore Papa, Artro Pirovano                           | Italia · Regatul Unit al Marii Britanii și al Irlandei de Nord | călătorie epică                                          |
| 1914                             |                                                          |                                                          |                                                                |                                                          |
| McVeagh of the South Seas        | Cyril Bruce, Harry Carey                                 | Harry Carey, Fern Foster                                 | Statele Unite ale Americii                                     | aventuri pe mare în emisfera sudică                      |
| Cabiria                          | Giovanni Pastrone                                        | Umberto Mozzato, Almirante Manzini, Ernesto Pagani       | Italia                                                         | aventură epică                                           |
| The Hazards of Helen             | J.P. McGowan, James Davis                                | Helen Holmes, Helen Gibson                               | Statele Unite ale Americii                                     | aventură, călătorie pe drumuri, (serial - până în 1917). |
| 1916                             |                                                          |                                                          |                                                                |                                                          |
| 20,000 Leagues Under The Sea     | Stuart Paton                                             | Lois Alexander, Curtis Benton, Wallace Clarke            | Statele Unite ale Americii                                     |                                                          |
| 1917                             |                                                          |                                                          |                                                                |                                                          |
| The Man Without a Country        | Ernest C. Warde                                          | Florence La Badie, Holmes Herbert, J.H. Gilmour          | Statele Unite ale Americii                                     |                                                          |
| Tom Sawyer                       | William Desmond Taylor                                   | Jack Pickford, Edythe Chapman, Helen Gilmore, Carl Goetz | Statele Unite ale Americii                                     |                                                          |
| 1919                             |                                                          |                                                          |                                                                |                                                          |
| Spiders, Part 1: The Golden Lake | Fritz Lang                                               | Lil Dagover, Carl de Vogt, Georg John, Ressel Orla       | Germania                                                       | serial, cu spioni                                        |